# Fluorid wolframičitý
Fluorid wolframičitý je anorganická sloučenina s chemickým vzorcem WF4.

## Struktura
Na základě Mössbauerovy spektroskopie bylo zjištěno, že fluorid wolframičitý má polymerní strukturu.

## Příprava
Fluorid wolframičitý byl připraven reakcí komplexu WCl4·2(CH3CN) s fluoridem arsenitým:
3 WCl4·2(CH3CN) + 4 AsF3 → 3 WF4 + 4 AsCl3 + 6 CH3CN
Připravuje se reakcí fluoridu wolframového s wolframem při teplotě 600-800 °C.

## Reakce
Fluorid wolframičitý lze znovu oxidovat na wolframové sloučeniny působení fluoru nebo chloru:
WF4 + X2 → WF4X2
Fluorid wolframičitý při zahřátí disproporcionuje na fluorid wolframový a kovový wolfram.